# آییت اوییشن اند توریسم
آییت اوییشن اند توریسم (به انگلیسی: Ayit Aviation and Tourism) یک شرکت هواپیمایی است که در تاریخ ۱۹۸۵ میلادی تأسیس شده است. دفتر مرکزی آییت اوییشن اند توریسم در بئرشبع، اسرائیل واقع شده‌است و قطب این شرکت هواپیمایی در فرودگاه بئرشبع قرار دارد و به ۲ مقصد، پرواز مستقیم انجام می‌دهد.